# Molí dels Frares de Potries
El molí dels Frares és un antic molí hidràulic ubicat al terme de Potries. A la Concòrdia de 1511 se li anomena com a molí de l'Alfàs, i en el Memoràndum de Maians de 1745 com a molí de Sant Geroni.

## Context
El molí està situat a la partida de l'Alameda, al terme de Potries. Està enclavat dins de les instal·lacions d'un empresa química de la localitat, successora de la primitiva Electroquímica del Serpis. Estava alimentat per la séquia Comuna de Gandia i Oliva abans de la seua separació en dues, de manera que rebia un cabal d'aigua molt més constant que els altres molins de la xarxa derivada a l'assut de Vilallonga mitjançant la séquia reial d'Alcoi.
L'aigua com a força per moure enginys va tenir gran importància a la Safor. Per això a la Concòrdia de 1511 els molins es descriuen detalladament. A més, els molins constituïen una de les principals fonts d'ingressos dels senyorius locals, en aquest cas del convent de Sant Jeroni de Cotalba.
Els molins tenen diversos usos. Un n'és la transformació de la producció agrícola, cosa que en aquest cas porta d'una banda els molins fariners i de l'altra als arrossers. Al segle XVIII consta a la Safor l'existència de producció de blat i dacsa, i l'expansió de l'arròs. A més d'aquests usos, la força hidràulica es pot utilitzar per generar electricitat, com també es va fer al molí de la Llum a inicis del segle XX; i aquesta energia pot vendre's o utilitzar-se, en aquest cas per a l'enllumenat públic i la fabricació de lleixiu.

## Història
Es va construir al segle XV. El molí va ser propietat del comunitat del convent de Sant Jeroni de Cotalba, motiu pel qual se'l coneix com "dels Frares" i "de Sant Geroni". L'adquisició per part del convent es va realitzar el 1614 amb capitals de l'administració de Jaume Fuster i propis de la comunitat.
L'explotació del molí era a càrrec d'arrendataris, els quals pertanyien a famílies amb forta vinculació amb l'activitat molinera. Hi va haver tres famílies que van explotar el molí dels Frares durant la major part del temps en què va ser propietat del convent de Sant Jeroni van ser els Peiró. Aquests van tenir l'explotació al segle XVIII fins al 1770. Entre el 1770 i el 1780 va ser la família Ribes, la qual va haver d'abandonar l'arrendament quan es va arruïnar i va haver d'arribar a un acord el 1780, quan l'arrendatària va ser la família Morant, fins al 1823 .Des de llavors i fins a la desamortització de 1836 va estar explotat de nou pels Peiró. Els molins eren a voltes sotsarrendats a altres membres de les famílies, i en alguns moments -per exemple al voltant de 1820- l'explotació era compartida per membres de dues famílies. L'últim moliner va ser Simeó Peiró Mayor, de Potries.
En el període comprès entre 1633 i 1835 l'import anual de l'arrendament va passar de 67 lliures a 760, si bé no d'una manera constant, ja que l'import més gran correspon a 1818 amb 800 lliures.
L'any 1838 el molí va ser adquirit en subhasta pública per José Velillo y Hermanos per un preu de 363.000 rals. A més del moli, adquiriren 14,5 fanecades de terra al seu voltant, per 41.600 rals.
El 1907 es va transformar en central hidroelèctrica i proveïa de corrent Potries, Beniflà i Beniarjó. Se la va dotar amb dues turbines de 40 i 50 CV, les quals també subministraven energia per a les instal·lacions de la fàbrica de lleixiu Las Dos Palmas. El 1939 dues companyies dedicades a la venda de lleixiu, Las Dos Palmas i La Violeta, s'unien per conformar la societat Roig García y Cía, acabada de finalitzar la guerra civil. Roig García passaría a denominar-se Electroquímica del Serpis.

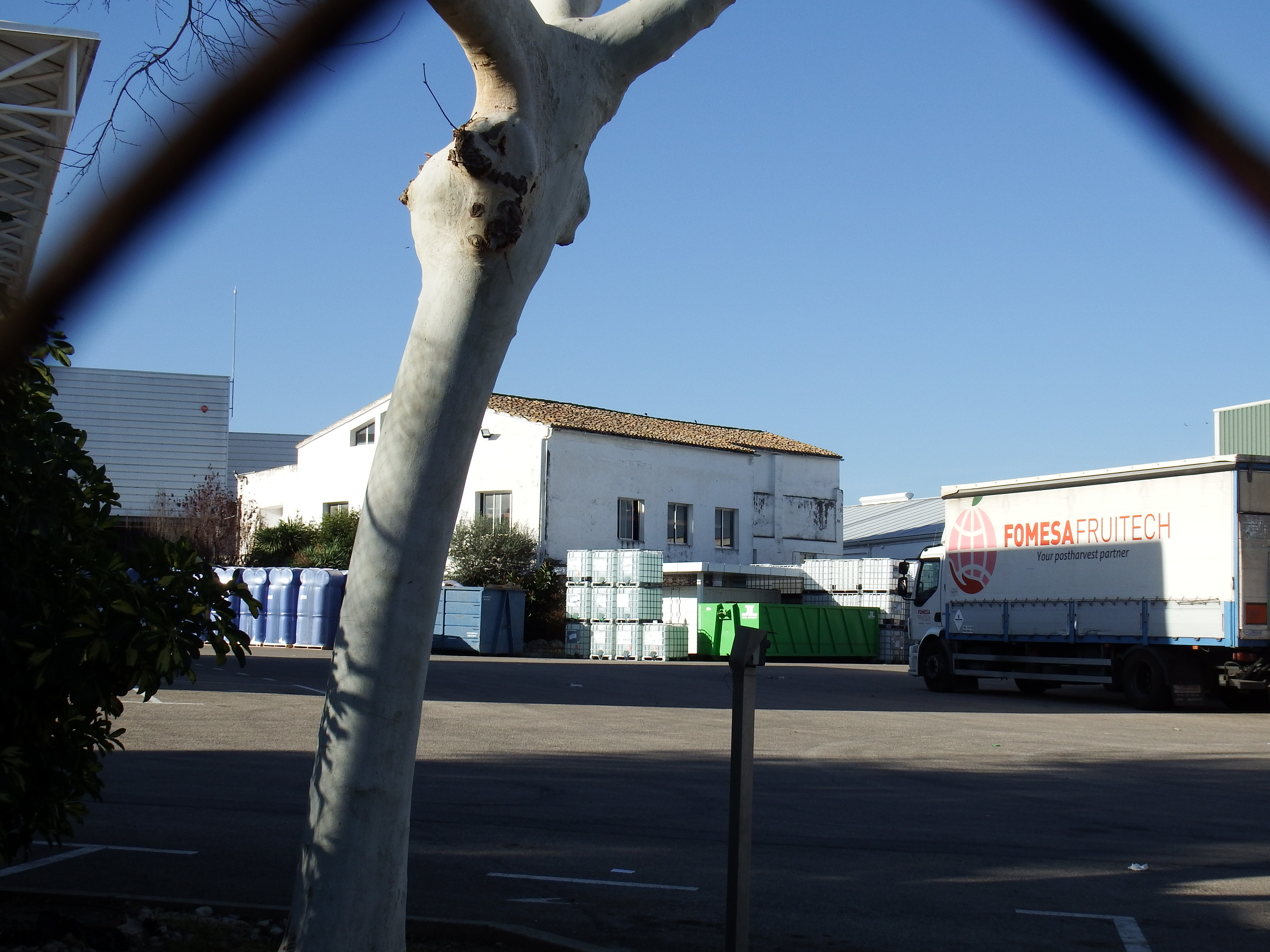
El molí forma part (2024) de les instal·lacions d'una indústria en funcionament

## Descripció
Es tracta d´un molí amb cup en rampa d´uns 2 metres de diàmetre i 2 metres de salt, amb dos rodets i dos jocs de moles.
De la primitiva casa se sap que era de dues altures amb dues crugies i sostre a dues aigües; sent l'edifici de planta rectangular de 20 per 18 metres quadrats.
L'obra és de maçoneria de pedra i rajola, amb el tàpia interior de maçoneria.